# Croisière de glace de la flotte de la Baltique

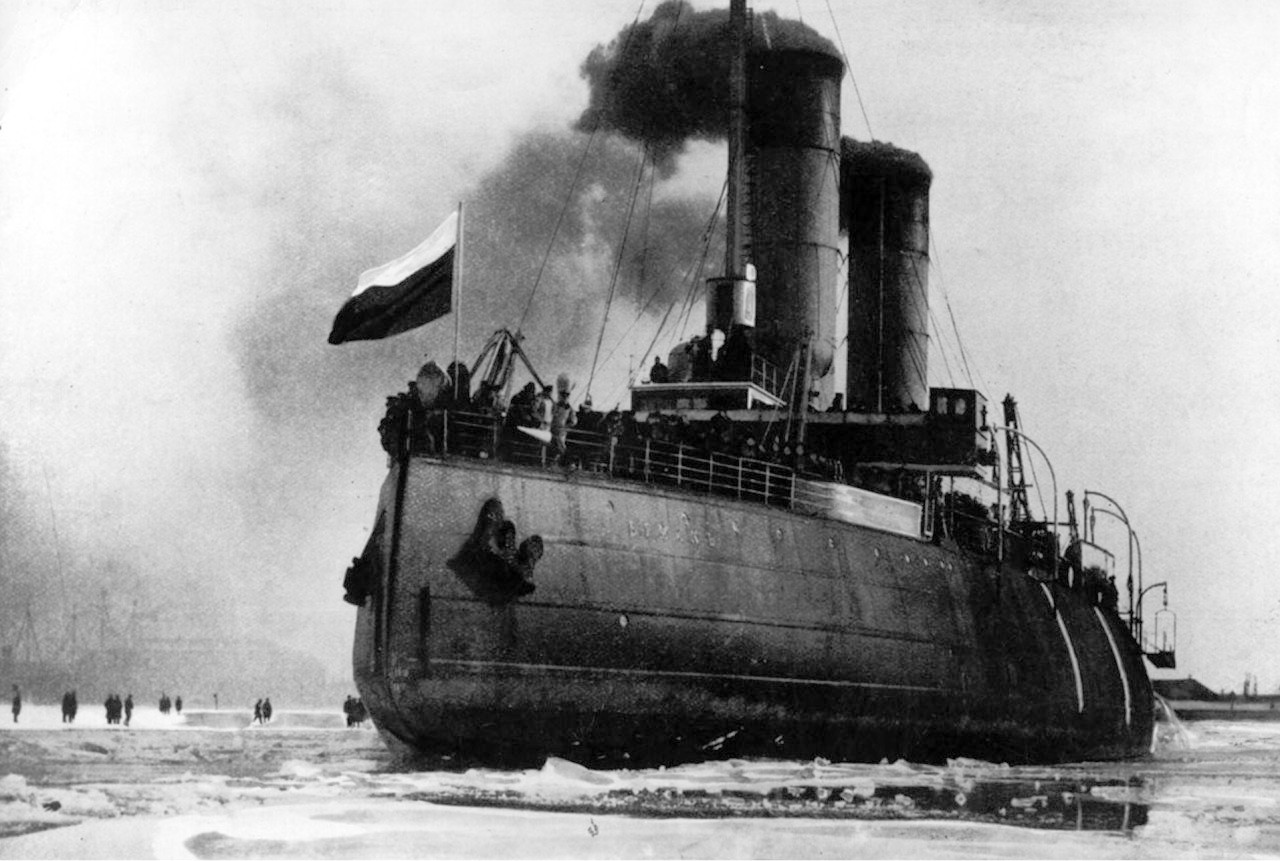
Le Yermak en mer Baltique en 1917.

La Croisière de glace de la flotte de la Baltique est une opération russe de la Première Guerre mondiale, organisant le transfert des navires de la flotte de la Baltique de la Russie soviétique à partir des ports de Revel et d'Helsinki entre février et mars 1918. En effet, à cette époque l'Empire allemand déclenche la dernière offensive contre la Russie, cette expédition ayant pour but d'éviter la capture des navires russes par les forces allemandes.
Lorsque les troupes allemandes effectuent leur entrée à Revel le 25 février 1918, une grande partie des navires escortés par un brise-glace a déjà été transférée. Le 5 mars 1918, les bâtiments de guerre russes atteignent le port d'Helsinki, excepté un sous-marin resté prisonnier des glaces.
Le 12 mars 1918, placés sous les ordres du commandant en chef de la flotte de la Baltique, le capitaine 1re classe Alexeï Mikhaïlovitch Tchastny (1881-1918), 236 navires de l'ancienne marine impériale russe escortés par les brise-glaces Yermak (Ермак) et Volynets parcourent une distance de 300 kilomètres sur une mer recouverte d'une épaisse couche de glace. Au bout de cinq jours, les bâtiments de guerre atteignent le port de Kronstadt.
Cette flotte russe est composée de :
- 5 croiseurs cuirassés : Riourik, Amiral Makarov, Baïan, Gromoboï, Russie ;
- 4 cuirassés dreadnought : Gangut, Petropavlovsk, Poltava, Sébastopol ;
- 4 croiseurs : Bogatyr, Oleg, Aurore, Diana ;
- 3 cuirassés pré-dreadnought : André l'Apôtre, Empereur Paul Ier, Grajdanine
- 59 destroyers et torpilleurs
- 3 canonnières : Groziachtchy, Khrabry (en), Khivinets (de) ;
- 3 poseurs de mines ;
- 12 sous-marins ;
- 144 autres bâtiments.

En Finlande, les marins russes sabordent quatre sous-marins dans le port de Hanko.
Après avoir effectué cette expédition, sur les ordres de Trotski, Alexeï Mikhaïlovitch Tchastny est arrêté sur l'accusation d'« actions révolutionnaires ». Il est condamné à mort et fusillé après le procès. Il s'agissait de la première peine de mort prononcée par la Russie soviétique. Selon l'historien Sergueï Petrovitch Melgounov (1879-1956) cette condamnation fut formulée ainsi : Tchastny a réalisé des exploits héroïques créant ainsi un certain succès avec l'intention de l'utiliser plus tard contre le pouvoir soviétique. Dans les ouvrages d'Histoire de l'armée soviétique, le rôle du capitaine 1re classe dans la Croisière de glace de la flotte de la Baltique n'a pas été mentionné.

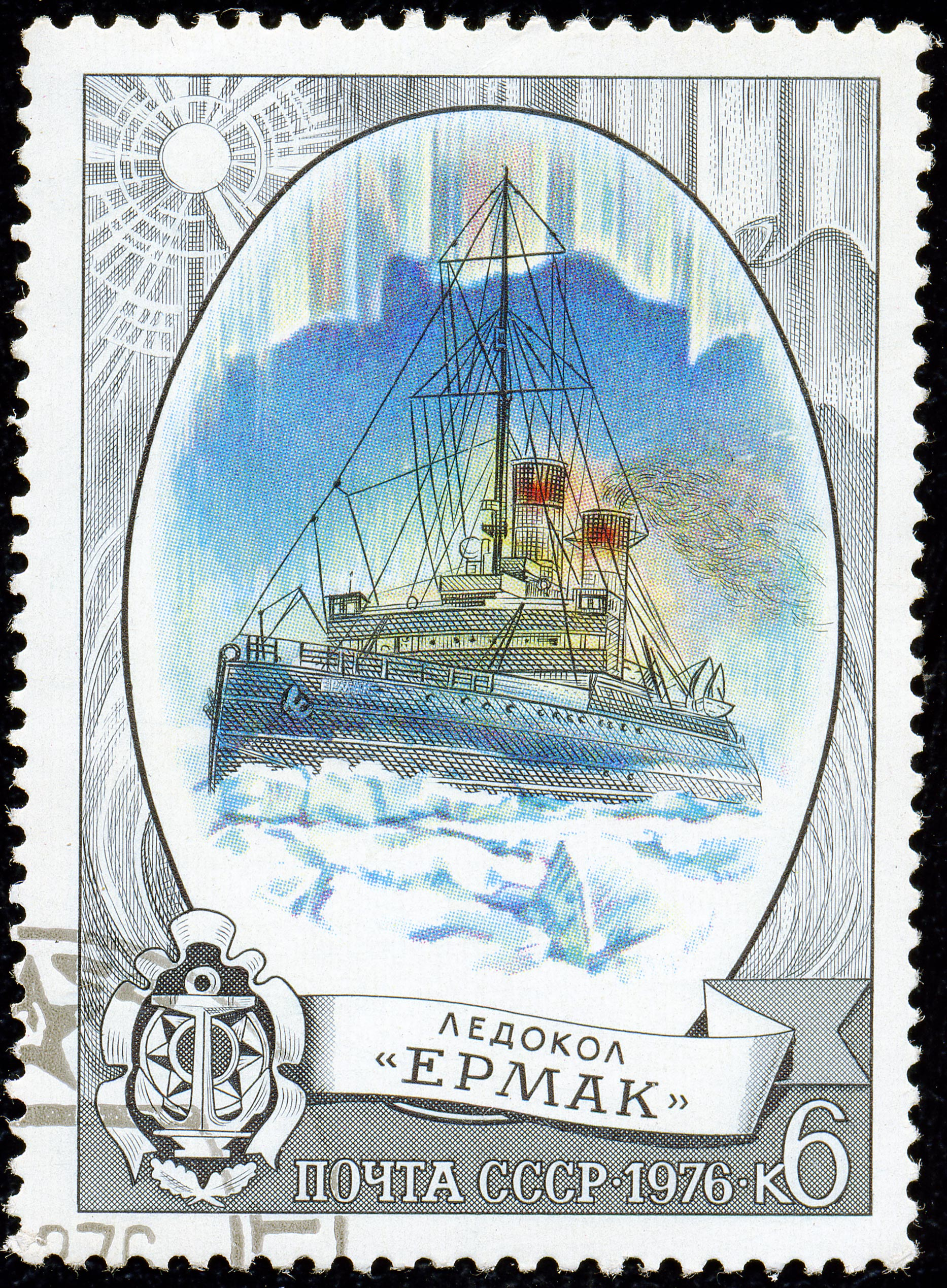
Timbre postal soviétique de 1976 honorant le Yermak.

## Sources et bibliographie
- (de) Harald Fock, Z-vor! Internationale Entwicklung und Kriegseinsätze von Zerstörern und Torpedobooten 1914 bis 1939, vol. 1, Koehler, 1989, 444 p. (ISBN 978-3-7822-0207-7)